# Hippe (Waffe)

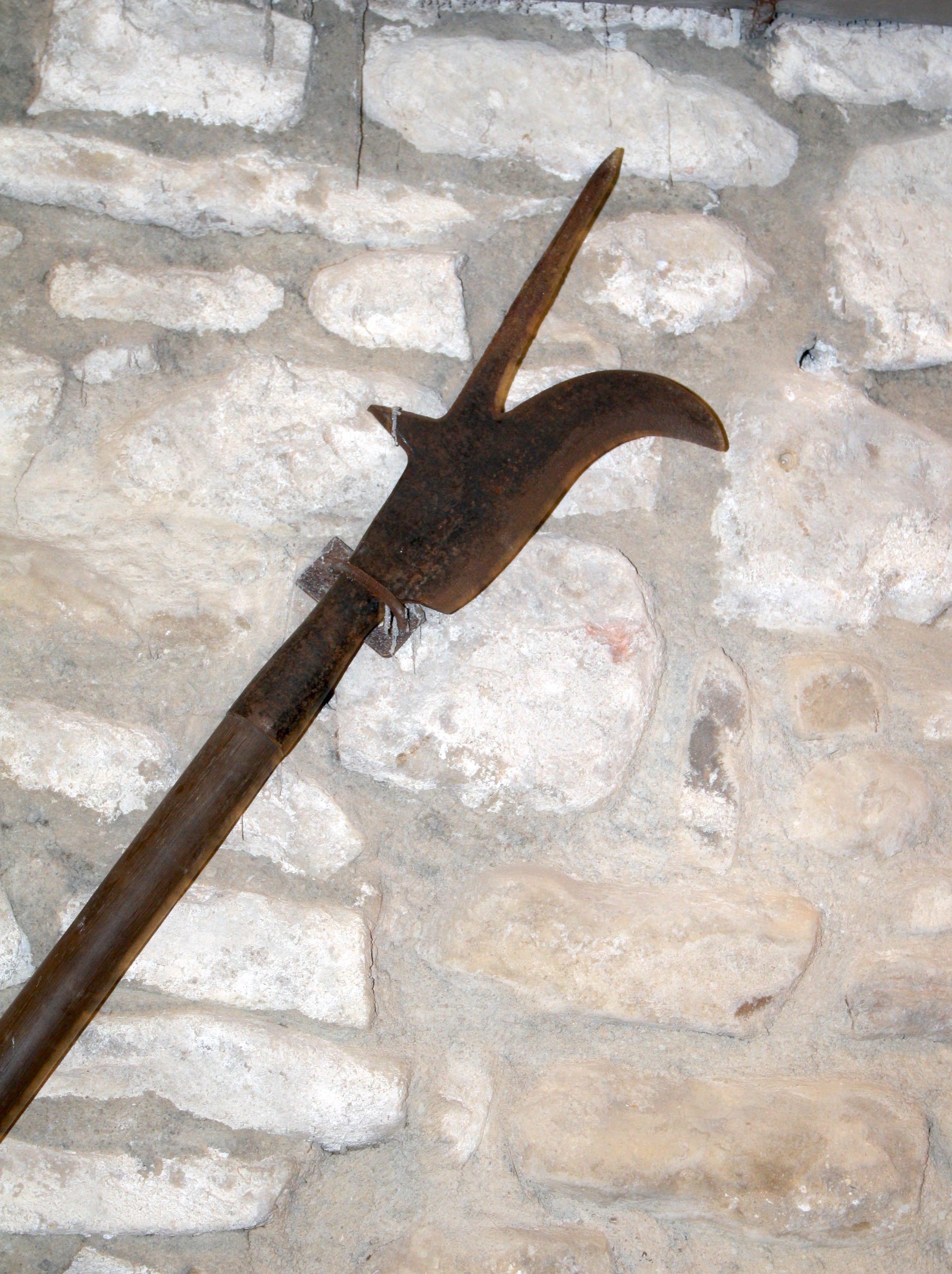
Englische Hippe (frühes 16. Jahrhundert)

Die Hippe ist eine europäische, mittelalterliche Stangenwaffe der Infanterie und entstand aus dem forstwirtschaftlichen Werkzeug Hippe, mit der man Äste von Baumstämmen schneidet. Die Träger der Waffe nennt man Hippenträger.

## Beschreibung und Verwendung
Abgeleitet von dem gleichnamigen Werkzeug hat die Hippe eine gebogene Schneidklinge, die auf einem Holzschaft montiert ist. Die Form erinnert an einen Haken und wurde deshalb im englischen bill hook genannt. Es gab viele Varianten der Hippe. Englische Hippen waren relativ kurz und besaßen eine breite Schneidklinge, während italienische Hippen (roncola) lange Schäfte besaßen. Die Engländer unterschieden zwischen verschiedenen Varianten wie den black, brown und forest bills. Die Unterschiede zwischen ihnen werden bis heute nicht ganz verstanden.
George Silver, ein englischer Fechtbuchautor, schrieb 1599, dass die (militärische) black bill (Schwarze Hippe) eine Länge von fünf oder sechs Fuß (ca. 1,80 m) aufweisen sollte, während die (möglicherweise zivile) forest bill (Wald- bzw. Forst-Hippe) acht bis neun Fuß (ca. 2,70 m) lang sein sollte.
Ein Vorteil, den sie gegenüber anderen Stangenwaffen hatte, war, dass sie die Mannstoppwirkung eines Speers und die Kraft einer Streitaxt hatte. Wenn Hippenträger im Kampf mit Kavallerie es nicht schafften, mit der schieren Kraft eines Schlages das Pferd zu töten oder den Reiter vom Pferd zu holen, war die Hippe bestens dafür geeignet, einen Schwachpunkt im Plattenpanzer des Gegners zu nutzen, um ihn auszuschalten. Diese Eigenschaft machte sie auch gegen schwer gepanzerte Infanterie wirksam. Die Hippe konnte aber, ähnlich wie eine Hellebarde mit dem Schlagdorn, auch mit der Hakenspitze Plattenpanzer oder Helme durchstoßen.

## Geschichte
Militärisch eingesetzt wurde die Hippe zuerst von Wikingern und Angelsachsen in der Wikingerzeit. Die Hippe wurde durchgehend bis ins 16. Jahrhundert und vereinzelt bis ins späte 18. Jahrhundert eingesetzt. Sie war neben dem Langbogen eine englische Nationalwaffe, war zudem aber auch in Italien populär. Die Hippe gleicht von Funktion, Vorkommen und Größe her der Hellebarde. Englische Begriffe für die militärische Hippe waren English bill, bill hook oder bill-guisarme.
Während des 16. Jahrhunderts, als die meisten europäischen Staaten die Pike und Arkebuse nutzten, zogen es die Engländer vor, mit Langbogen und Hippe zu kämpfen. Die Schlacht von Flodden Field im Jahre 1513 war ein klassischer Schlagabtausch zwischen Pikenformationen der Schotten und englischen Hippenträgern (engl. Billmen).
Neben der Pike war die Hippe eine der Hauptwaffen der irischen Rebellen in Ulster während der irischen Rebellion von 1798.